# Ламсден, Джимми
Джеймс (Джи́мми) Ла́мсден (англ. James "Jimmy" Lumsden; родился 7 ноября 1947 года в Глазго) — шотландский футболист и футбольный тренер. Его последним местом работы был английский клуб «Манчестер Юнайтед», где он работал в тренерском штабе Дэвида Мойеса.

## Карьера игрока
Уроженец Глазго, Джимми начал профессионально играть в футбол за английский «Лидс Юнайтед в 1964 году. Не смог закрепиться в основном составе, и, проведя за клуб лишь 4 официальных матча, был продан в «Саутенд Юнайтед» в 1970 году. В дальнейшем играл за шотландские клубы «Мортон», «Сент-Миррен», «Клайдбанк» за ирландский «Корк Хибернианс».

## Тренерская карьера
После завершения карьеры игрока Джимми вернулся в «Лидс Юнайтед», где был ассистентом Эдди Грея. В 1985 году, после увольнения Грея, покинул клуб. В 1990 году принял предложение возглавить «Бристоль Сити», проработав главным тренером клуба до 1992 года.
В 1998 году перешёл в тренерский штаб клуба «Престон Норт Энд». В феврале 1998 года Гари Питерс ушёл в отставку с поста главного тренера «Престона»,  а заменил его 34-летний защитник клуба Дэвид Мойес. Мойес пригласил Ламсдена на должность ассистента. В сезоне 1998/99 «Престон» вышел в плей-офф своей лиги (проиграв «Джиллингему»), а в следующем году выиграл Второй дивизион, и клуб вышел в Первый дивизион. В сезоне 2000/01 «Престон» вновь сыграл в плей-офф своего дивизиона, на этот раз — за право выхода в Премьер-лигу, однако проиграл «Болтону» в финальном матче.
После перехода Мойеса в «Эвертон» в марте 2002 года Ламсден последовал за ним на «Гудисон Парк». Он стал ассистентом Мойеса и Алана Ирвайна.
Летом 2013 года, после ухода Мойеса в «Манчестер Юнайтед», Ламсден вошёл в тренерский штаб «красных дьяволов» вместе с Стивом Раундом и Крисом Вудсом, с которыми он вместе работал в «Эвертоне».